# Olly Dondokambey
Olly Dondokambey (né le 18 novembre 1961) est un homme politique indonésien, gouverneur du Sulawesi du Nord depuis 2016.
En 2018, il est impliqué par Setya Novanto dans le scandale des cartes d'identité électroniques,.